# Itoiz (álbum)
Itoiz es el primer disco del grupo vasco homónimo Itoiz, publicado en 1978.

## Descripción
Cuando se publicó el disco, el grupo todavía se llamaba Indar Trabes. Sin embargo, prefirieron usar un nombre distinto para desligarse de su imagen de grupo de verbenas.
El estilo del disco bebe, principalmente, del rock progresivo, aunque con fuertes influencias folk. Estas últimas se hacen patentes en la amplia presencia de instrumentos como la guitarra acústica o la flauta, además de algunas canciones como Lau teilatu, que es, probablemente, su canción más popular de todos los tiempos.
En el momento de publicarse el disco, el grupo ya se había disuelto debido a distintos problemas, como el hecho de que dos de sus miembros tuvieran que cumplir el servicio militar.

## Lista de canciones
La música de todas las canciones es de Juan Carlos Pérez.
1. Phuntzionariat (Letra: Joseba García) - 3:40
2. Goizeko deiadar (Letra: Juan Carlos Pérez) - 9:58
3. Zati txiki bat La m'en (Letra: Joseba Alkalde) - 1:54
4. Lau teilatu (Letra: Juan Carlos Pérez) - 4:02
5. Hilzori I (Letra: Juan Carlos Pérez) - 7:08
6. Hilzori II (Letra: Ángel Azkarraga) - 4:36
7. Foisis jauna (Letra: Joseba Alkalde) - 3:13
8. Astelehen urdin batean (Letra: Joseba García) - 5:48

## Integrantes
- Juan Carlos Pérez - Guitarras y voz
- Joseba Erkiaga - Flauta
- Estanis Osinalde - Percusión
- José Foisis Gárate - Bajo y voz
- José A. Fernández - Piano y teclados
- Ángel Azkarraga - Mánager